# Lac du Barbat
Le lac du Barbat est un lac pyrénéen français situé administrativement dans la commune d'Estaing  dans le département des Hautes-Pyrénées en région  Occitanie.
Le lac a une superficie de 12 ha pour une altitude de 1 973 m, il atteint une profondeur de 3 m.

## Géographie
Enserré dans le massif du Barbat, le lac en a pris le nom. Il est encerclé par des pics de hautes altitudes avec le Soum de Grum (2 657 m), le Grand Barbat (2 813 m), le Pic de Badescure (2 769 m), le Pic Maleshores (2 692 m), la crête du Lutussou (2 394 m) et le Soum de Lutussou (2 172 m).
Le lac peut s'assécher en été. Il se trouve sur l'itinéraire du sentier de grande randonnée GR 10. Il y a juste un petit écart à faire pour aller l'admirer.

### Topographie
|                          | Lac d'Estaing |                        |
| Crête de Lutussou        | lac du Barbat | Col d’Ilhéou (2 242 m) |
| Pic Maleshores (2 692 m) | Grand Barbat  |                        |

## Protection environnementale
Le lac est situé dans le parc national des Pyrénées et fait partie d'une zone naturelle protégée, classée ZNIEFF de type 1 : Hautes vallées des gaves d’Arrens et de Labat de Bun

## Voies d'accès
Le lac est accessible soit par le lac d'Estaing, soit depuis Cauterets en passant par le col d'Ilhéou.